# 洪國浩
洪國浩（1958年11月24日—），中華民國政治人物，台灣南投縣草屯鎮人，曾任草屯鎮鎮長。基層公務員出身、歷任省府公職，包括台灣省政府建設廳技士、台灣省都市計劃委員會技佐，亦曾任草屯鎮公所主秘、南投縣農田水利會會長、台灣省諮議會諮議員。
2011年，中國國民黨籍草屯鎮鎮長周信利因賄選遭解職。洪國浩參選該次草屯鎮長補選，以19票的微弱差距險勝簡景賢當選。4年後鄉鎮市長選舉中，洪國浩以超過七成的壓倒性得票擊敗中國國民黨候選人，連任草屯鎮長。
2018年，代表民進黨參選南投縣縣長仍敗給時任縣長林明溱，敗選後表示未來無意再次投入政治。
2020年2月1日，代理雲林農田水利會會長，其後真除轉正，同年10月1日因組織改制而卸任。

## 選舉紀錄
| 年度 | 選舉屆數               | 選舉區       | 所屬政黨   | 得票數 | 得票率 | 當選標記 | 備註 |
| ---- | ---------------------- | ------------ | ---------- | ------ | ------ | -------- | ---- |
| 2011 | 第十六屆草屯鎮鎮長補選 | 南投縣草屯鎮 | 民主進步黨 | 15,809 | 45.74% |          |      |
| 2014 | 第十七屆草屯鎮鎮長選舉 | 南投縣草屯鎮 | 民主進步黨 | 39,291 | 72.63% |          |      |
| 2018 | 第十八屆南投縣縣長選舉 | 南投縣       | 民主進步黨 | 97,460 | 33.28% |          |      |

## 外部連結
- 鎮長簡介 （页面存档备份，存于）
- 洪國浩的Facebook專頁